# Pedro Passos Coelho
Pedro Manuel Mamede Passos Coelho (Coímbra, 24 de julio de 1964) es un político portugués, antiguo líder del Partido Social Demócrata (2010-2018) y primer ministro de Portugal entre 21 de junio de 2011 y 26 de noviembre de 2015.

## Biografía
Pasó su infancia entre Silva Porto (hoy Kuito) y Luanda en Angola, donde su padre ejerció la medicina. Regresó a Portugal cuando tenía 9 años y se estableció con su familia en Vale de Nogueiras y estudió en el Liceo Nacional Camilo Castelo Branco, en Vila Real.
A los catorce años se unió a la Juventud Social Demócrata, donde fue miembro del Consejo Nacional, entre 1980 y 1982, y llegó a la presidencia de la Comisión Política en 1990, ocupando el cargo hasta 1995. Fue diputado en la Asamblea Nacional, por la circunscripción de Lisboa, entre 1991 y 1999, donde se unió a la Asamblea Parlamentaria de la OTAN hasta 1995 y fue vicepresidente del Grupo parlamentario del PSD, desde 1996 a 1999. Se presentó como candidato para alcalde de Amadora y fue elegido regidor entre 1997 y 2001.
A los treinta y seis años se graduó en Economía en la Universidad Lusíada de Lisboa en 2001. Anteriormente había trabajado en Quimibro, propiedad de José Bento dos Santos, entre 1987 y 1989. Posteriormente comenzó como consultor en Tecnoformas en el año 2000. En 2001 comenzó su colaboración con LDN Consultores, relación que duró hasta 2004. En URBE - Núcleos Urbanos de Investigación e Intervención, dirigió el Departamento de Formación, entre 2003 y 2004. En 2004 ingresó en el Grupo Fomentinvest, convirtiéndose en el brazo derecho de Angelo Correia. Fue director financiero hasta 2006 y miembro del Comité Ejecutivo desde 2007 hasta 2009, a la vez que presidió el Consejo de Administración de las participantes Ribtejo y HLC Tajo, a partir de 2005 y 2007, respectivamente. También a partir de 2007 enseñó en el Instituto Superior de Ciencias de la Educación.
Passos Coelho fue cofundador del Movimiento Pensar Portugal en 2001. También ocupó la vicepresidencia de la Comisión Política Nacional del PSD, bajo la dirección de Luis Marques Mendes, de 2005 a 2006, y fue presidente del Consejo Municipal de Vila Real, desde el año 2005. En mayo de 2008 concurrió por primera vez para la presidencia del PSD, proponiendo una revisión del programa político hacía una orientación neoliberal. Fue derrotado por Manuela Ferreira Leite. Ante este resultado, fundó con un grupo de simpatizantes, el think-tank Construir Ideias. En enero de 2010 lanzó el libro Mudar ("Cambiar") y se postuló como candidato para las elecciones de marzo de 2010. Fue elegido presidente del PSD el 26 de marzo de 2010.
Se casó, por primera vez, con Fátima Padinha, una de las cuatro cantantes en el grupo musical Doce, y que ha sido eurovisiva por partida doble, en 1978 con el grupo Gemini y en 1982 con el mencionado grupo Doce. Con ella tuvo dos hijas, Joana, en 1988, y Catarina, nacida en 1993. Se casó en segundo lugar con Laura Ferreira, con quien fue padre de Julia, en 2007.
Las elecciones presidenciales celebradas anticipadamente el 5 de junio de 2011 le dieron una sobrada victoria en el congreso contra el partido socialista.

## Casos policiales
El 16 de mayo de 2013, el periódico "O Crime" reportó un caso de violencia doméstica de Pedro Passos Coelho contra su anterior esposa, Fátima Padinha. Se afirmó que "Las confusiones eran inmensas. Ella apareció llena de moretones en el supermercado y me dijo que se había caído". La misma vecina también dice que "Usted sabe, entre marido y mujer nadie se puso la cuchara... Muchas personas sabían que había problemas entre la pareja.". Ya una fuente del comando de la PSP también indicó al mismo diario que "habrá un documento de registro que será en papel y solo con el trabajo duro si se puede encontrar. En el momento no había el sistema informático actual (...)", y que porque hoy él es el primer ministro, "los registros son confidenciales y el acceso a todos los elementos se bloquean casi todos los policías".

## Evolución de la economía portuguesa
En 2010, el año anterior al que Pedro Passos Coelho se convierte en primer ministro de Portugal, el PIB portugués fue de 172 860 millones de euros. En 2012, el PIB fue de 165 247 millones de euros y se prevé que, en 2013, la economía portuguesa va a registrar una contracción de 2,3 %, para un PIB de 164 304 millones de euros.
El paro oficial de julio de 2013 fue de 16,5 % (37,4 % entre los jóvenes) contra el 12,6 % en junio de 2011.
La deuda pública ha subido desde un 108 % del PIB en 2011 para 131,3 % del PIB en la primera mitad de 2013 y el déficit público ha subido del 9,8 % en 2011 para el 10,6 % en el primer trimestre de 2013.
El gobierno portugués ha abolido la lengua inglesa como obligatoria en las escuelas del primer ciclo, ha reducido los fondos para la salud pública, las pensiones de los jubilados y los fondos para la educación; ha incrementado el IVA desde un 21 % inicial hasta un 23 %; ha incrementado fuertemente los impuestos sobre el rendimiento, la contribución extraordinaria de solidaridad para los jubilados con pensiones superiores a 1350 euros; y ha liberalizado el mercado de alquiler de habitaciones, con la posibilidad de una compensación parcial para los inquilinos carenciados. Sin embargo, ha rehusado reducir las pensiones de los políticos, diplomáticos, jueces, militares, y jubilados de la Caixa Geral de Depósitos y del Banco de Portugal.
Cerca de 500 000 personas, es decir, más del 10 % de la población activa, han abandonado Portugal. El gobierno ha fomentado esta emigración debido a la crisis social del país, aunque esto puede provocar un descenso de la población.